# 曹春英
曹春英（1974年5月8日—）是中國退役女子田徑運動員，主攻400米賽跑，她於1994年獲得亞洲運動會4×400公尺接力第一名。她也是第七屆全國運動會女子4×400公尺接力項目的冠軍。

## 外部連結
- 曹春英在的頁面